# Ptycholaemus maculicollis
Ptycholaemus maculicollis là một loài bọ cánh cứng trong họ Cerambycidae.